# Melanorhopala froeschneri
Melanorhopala froeschneri är en nordamerikansk insektsart som beskrevs av Henry och Wheeler 1986. Melanorhopala froeschneri ingår i släktet Melanorhopala och familjen nätskinnbaggar. Inga underarter finns listade i Catalogue of Life.